# 中国—欧盟关系
中华人民共和国—欧洲联盟关系（常被簡稱為中欧关系或歐中關係）建立于1975年。中华人民共和国是欧洲联盟最大贸易伙伴，欧盟是中国第二大贸易伙伴。
自2019年3月以來，歐盟一直將中國稱為「溝通合作夥伴、經濟競爭者、體制性對手」 。 2020年12月，歐盟和中國宣布達成一項於2013年首次啟動的投資協議，即《中歐全面投資協定》。 2021年3月，有報導稱，鑑於中國對歐洲議會議員、歐洲理事會政治與安全委員會和歐洲智庫實施制裁，該交易能否在歐洲議會獲得批准存在嚴重疑慮。2021年5月，歐盟委員會宣布了在經濟戰略領域減少對中國依賴的計劃。同月20日，中歐投資協定因中國新疆人權問題和中國對歐洲人士的制裁，被歐洲議會無限期凍結。歐盟對中國實施了武器禁運和多項反傾銷措施。

## 政情比较
|              | 欧洲联盟                                                       | 中华人民共和国                                        |
| ------------ | -------------------------------------------------------------- | ----------------------------------------------------- |
| 旗帜         | 欧洲联盟                                                       | 中华人民共和国                                        |
| 地图         |                                                                |                                                       |
| 人口         | 447,206,135                                                    | 1,420,684,227                                         |
| 面积         | 4,232,147 km2（1,634,041 sq mi）                               | 9,596,961 km2 (3,705,407 sq mi)                       |
| 人口密度     | 115/km2 (300 /sq mi)                                           | 145/km2 (375.5/sq mi)                                 |
| 行政中心     | 布鲁塞尔                                                       | 北京                                                  |
| 全球城市     | 巴黎、罗马、柏林、法蘭克福、维也纳、阿姆斯特丹、漢堡、馬德里等 | 上海、北京、香港                                      |
| 政府         | 国际组织议会民主制委员会制，基于欧洲联盟条约。                 | 单一制一党制社会主义共和国                            |
| 首任领导人   | 欧洲煤钢共同体高级权力机构主席让·莫内                          | 中国共产党中央委员会主席毛泽东                        |
| 现任领导人   | 欧洲理事会主席夏尔·米歇尔 欧盟委员会主席乌尔苏拉·冯德莱恩      | 中共中央总书记兼中国国家主席习近平 中国国务院总理李强 |
| 最高行政机关 | 欧盟委员会                                                     | 中华人民共和国国务院                                  |
| 最高立法机关 | 欧洲议会                                                       | 全国人民代表大会                                      |
| 官方语言     | 欧盟语言                                                       | 现代标准汉语                                          |
| GDP (PPP)    | $19.662 万亿                                                   | $27.306 万亿                                          |

## 历史
冷战后，发展同欧洲关系不是中国外交的重点。相比之下，中国倾向发展中美关系、中日关系和同其他亚洲国家关系。然而由于经济交流增加，并且双方都开始致力于建立多极化世界体系，中欧关系发展迅速。尽管有欧盟对中国武器禁运，欧洲领导人仍积极面对中国。中国经济增长，其中的市场令欧洲的资本家垂涎，而中国企业家也积极开拓欧洲市场。
1975年5月6日，中国与欧洲经济共同体建立外交关系。1975年10月7日，中共中央副主席兼國務院副總理鄧小平會見英國保守黨上議院領袖卡林頓等時稱：現在人們有一個概念，説什麼叫戰略武器，如像只有核武器是戰略武器；我們看這個概念不一定準確；如果是那樣，第一次世界大戰、第二次世界大戰就沒有戰略武器了；恐怕常規武器也是屬於戰略武器的戰爭；我們對歐洲的團結、歐洲的強大是採取積極態度的；歐洲本身的團結、歐洲本身的強大，不單對蘇聯是一種制約力量，而且同美國建立平等的伙伴關係也需要歐洲本身的團結；所以，我們積極評價你們通過公民投票留在了共同市場；西歐還需要在聯合的道路上前進，這當然是困難和複雜的，但看來必須走這一條路:41。
1978年12月4日，鄧小平在會見法國外貿部部長德尼奧時稱：中國同法國等西歐國家間的合作，不是一個純粹的經濟問題，而是一個政治問題；我們需要與歐洲合作，也可以説，歐洲也需要與我們合作，相互需要；當然放寬一點説，如果中國、歐洲、日本、美國幾家合作好一點的話，對世界和平和世界穩定就很有益處:198。
1983年11月1日，中国与欧洲煤钢共同体和欧洲原子能共同体分别建立外交关系。
欧盟对中国兴趣巨大，因此1990年代欧洲政府频繁访华。中国欧洲的贸易增长高于中国经济增长速度，从1985年的143億美元增长达1994年的456億美元，翻了两倍。現時，中歐貿易額每天15億美元。然而同期中欧的军事政治合作进展甚微。
1998年，中欧建立面向21世纪的长期稳定的建设性伙伴关系。2001年，中欧建立全面伙伴关系。2003年，中欧建立全面战略伙伴关系。
2018年10月16日，歐盟海軍與中國人民解放軍海軍首次舉行聯合軍演。演習在吉布提軍事基地舉行。阿方索·佩雷斯·德南克拉雷斯海軍少將表示，目前正在為與中國海軍未來的演習做準備。
2019年3月，歐盟委員會在《歐盟—中國戰略展望》中承認中國是合作夥伴的同時首次稱中國是系統性競爭對手。
中國向受COVID-19大流行影響的歐盟國家提供醫療援助和物資。歐盟外交政策負責人何塞普·博雷爾警告說，存在“地緣政治因素，包括通過旋轉，慷慨政治爭奪影響力。”博雷爾還表示，“中國正在積極宣傳，與美國不同，它是一個負責任和可靠的伙伴。”2020年中歐領導人會晤期間，歐洲理事會主席米歇爾在對華關係上表示，“歐洲是參與者，不是競技場”。2020年12月，歐盟宣布原則上締結《全面投資協定》。一些分析師表示該協議可能會損害與美國的關係。
2021年，立陶宛和中國在台灣和人權問題上的外交爭端蔓延到歐盟其他國家，當時中國禁止進口含有立陶宛零件的商品，這可能會破壞共同市場的綜合供應鏈。 歐盟駐華大使尼古拉斯·查普伊斯支持立陶宛，並試圖代表立陶宛進行干預。 中國歐盟商會會長稱中國政府的舉動“史無前例”。 德國、法國和瑞典的主要公司都受到了禁令的影響。德國工業聯邦協會將禁令描述為“毀滅性的烏龍目標”。然而，2022年，德國商會警告立陶宛，如果與中國的關係得不到改善，德資工廠將被關閉。
2021年4月21日，歐盟委員會主席馮德萊恩和歐盟外交和安全政策高級代表博雷利向歐盟27國的領袖致函，內部報告指出歐盟和中國有根本分歧，包括經濟制度、全球化管理、民主及人權等。報告认为中國政府過去兩年在中共中央總書記習近平統治下趨向專政，進一步加強控制國內社會以及打壓新疆、西藏和香港，為中歐關係帶來負面影響。報告亦關注南海的和平穩定和台灣海峽的緊張局勢。中国驻欧盟使团团长张明大使称，中欧关系不应隶属于任何大国关系；欧美关系变化不应影响中欧关系，更不应以牺牲对华关系为代价。
2021年5月，彭博新聞社分析，歐盟採取更強硬態度面對北京，與中國關係急轉直下，向美國陣營靠攏。5月4日，歐盟首席貿易代表證實歐盟方面已經暫停認可中歐投資協議的程序。5月15日，欧洲议会议员米克·华莱士表示，欧盟应该在对华关系上保持独立自主。华莱士认为，欧洲人太听任自己被美国人摆布，并批评欧盟缺乏独立性、力量及领导力。
2022年4月，暂停两年的中欧领导人会晤以线上视频方式再次举行，中国国务院总理李克强和中共中央总书记、中国国家主席习近平先后同欧盟委员会主席冯德莱恩和欧盟理事会主席米歇尔进行视频会谈，双方就俄乌战争，中欧投资协定问题、欧洲对华政策等问题进行了洽谈。
2023年2月16日至25日，中華人民共和国国防部派团赴匈牙利、德国、欧盟和北约总部举行机制性对话磋商。
2022年12月1日，欧洲理事会主席夏尔·米歇尔访华，与中共中央总书记兼中国国家主席习近平会晤。
2023年4月5日，法國總統伊曼努爾·馬克龍與欧盟委员会主席烏蘇拉·馮德萊恩一同訪華，馮德萊恩与中共中央总书记兼中国国家主席习近平会晤。
2023年7月29日，中华人民共和国国务院副总理何立峰在周六与法国经济财政部长布吕诺·勒梅尔会晤时表示，中国希望法国能够帮助“稳定中欧关系的基调”。
2023年10月12日至14日，应中共中央政治局委员兼外交部长王毅邀请，外交与安全政策高级代表暨欧盟委员会副主席何塞普·博雷利访华，并举行第十二轮中欧高级别战略对话。
2023年11月24日中国宣布从2023年12月1日至2024年11月30日期间，对法国、德国、意大利、荷兰、西班牙和马来西亚六国试行入境15日内免签政策。
2023年12月7日，第24次中国—欧盟领导人峰会在北京举行。峰会由中国国务院总理李强、欧洲理事会主席米歇尔、欧盟委员会主席冯德莱恩共同主持，这是自2019年以来的首次线下举行的中国—欧盟领导人峰会，同日中共中央总书记兼中国国家主席习近平与米歇尔和冯德莱恩举行会晤。
2024年3月18日至19日，中欧举行金融工作组第一次会议在北京举行，会议由中国人民银行副行长宣昌能和欧盟委员会金融稳定、金融服务和资本市场联盟总司长约翰·贝里根共同主持。
2025年4月11日，欧洲理事会发言人表示，计划7月下旬本应在布鲁塞尔举行的中欧峰会在北京举行，欧盟领导人欧洲理事会主席科斯塔和欧盟委员会主席冯德莱恩计划到访北京与习近平面谈。
2025年5月6日，中共中央总书记兼中国国家主席习近平、中国国务院总理李强同欧洲理事会主席安东尼奥·科斯塔、欧盟委员会主席乌尔苏拉·冯德莱恩互致贺电，庆祝中国和欧盟建交50周年。同日，中国外交部发言人林剑在记者会上证实，经双方商定，中方和欧洲议会决定同步全面取消对相互交往的限制。中方欢迎欧盟领导人适时联袂来华举行新一次中欧领导人会晤，双方还将举行战略、经贸、绿色、数字等高层对话。
2025年7月2日，中共中央政治局委員兼外交部長王毅親自向歐盟外交與安全政策高級代表卡雅·卡拉斯透露，由於擔心美國將戰略重點轉向中國，中國不會讓俄羅斯輸掉與烏克蘭的戰爭。
2025年7月24日上午，中共中央总书记、国家主席习近平在北京人民大会堂会见来华举行第二十五次中国－欧盟领导人会晤的欧洲理事会主席科斯塔和欧盟委员会主席冯德莱恩。

## 贸易

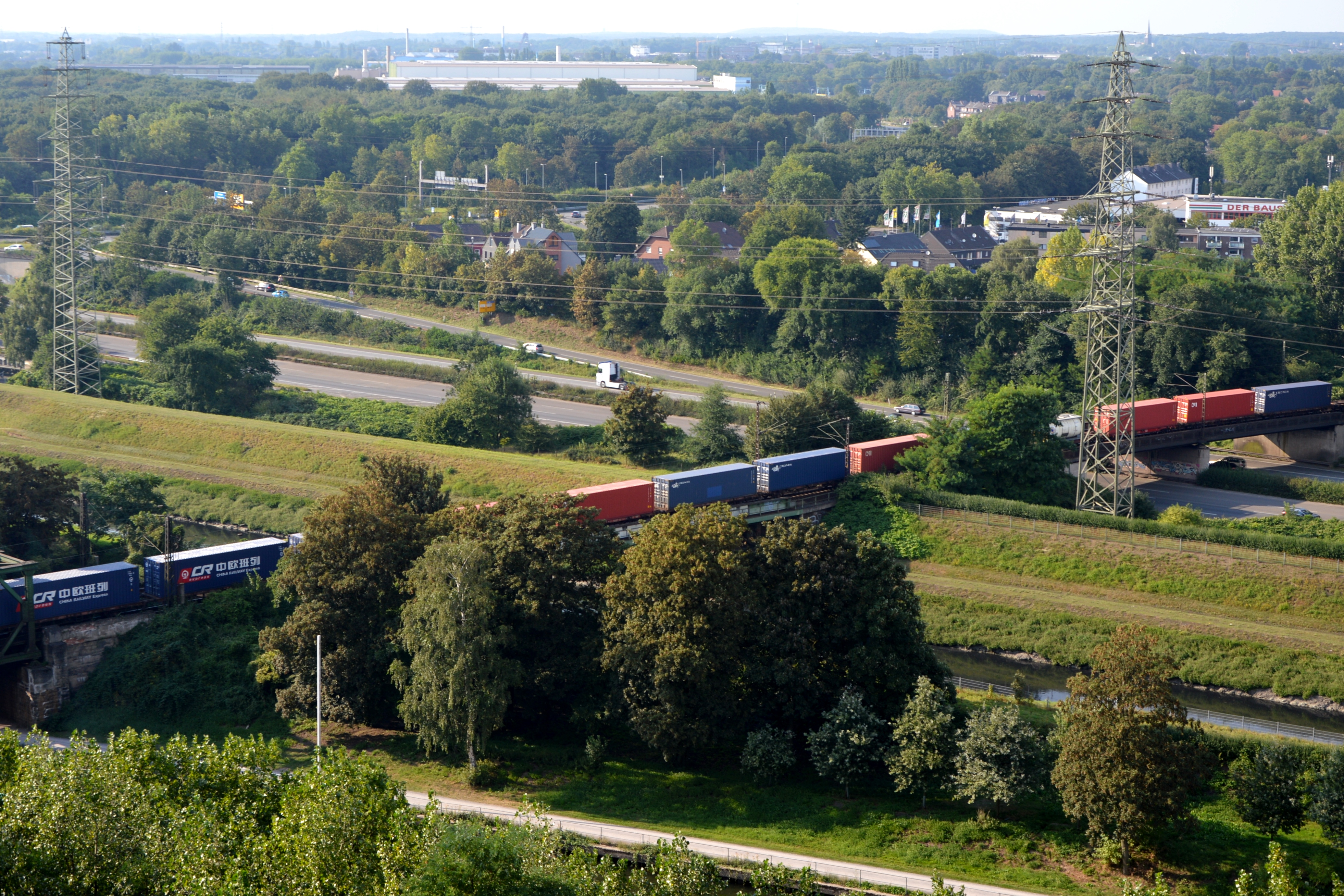
在德国奥伯豪森境内的中欧班列集装箱货物列车（2016年）

欧盟是中国最大贸易伙伴，中国是欧盟仅次于美国的第二大贸易伙伴，而在2020年中國首次超越美國成為歐盟最大貿易夥伴。大多數的貿易來自工業及加工貨品。2009及2010年，歐盟出口中國貨品總值增至38%，至於中國出口歐洲增至31%。
| 贸易方向  | 商品 (2020) | 服务 (2010) | FDI (2010) |
| --------- | ----------- | ----------- | ---------- |
| 歐盟→中国 | €2025亿     | €223億      | €71億      |
| 中国→歐盟 | €3835亿     | €163億      | €7億       |

在中国“一带一路”倡议下，中国與歐洲之間大幅提升了的铁路货运量。据日本时报报道，2014年至2017年，中国和欧洲之间的货运列车数量增长了近12倍，达到3673列，其中三分之二的列车目的地是欧洲。2018年前8个月的货运量已经超过了2017年全年的货运量。是有日本企业负责人对中国记者表示，“一带一路”为日本和韩国的大型航运商提供了第三种选择。
2020年12月30日，中欧领导人共同宣布完成中欧投资协定谈判，但協定因中國新疆人權問題和中國對歐洲人士的制裁，在2021年5月被歐洲議會無限期凍結。
2020年，中国取代美国成为成为欧盟最大贸易伙伴，欧盟从中国进口商品3835亿欧元，比上年增长5.6%；向中国出口商品2025亿欧元，增长2.2%。
2021年3月30日，欧盟对从中国进口的铝合金型材征收反倾销税，税率从21.2%到32.1%不等。
2021年，欧盟与中国的贸易逆差扩大至2,490亿欧元。
2023年8月，歐聯委員會副主席兼貿易專員瓦爾迪斯·東布羅夫斯基斯表示，稱「中歐貿易關係非常不平衡。中國擁有巨額貿易順差」，「而且中方的開放程度與歐盟方面的開放程度並不相同」。中國回應稱中国从不刻意追求贸易顺差，是多重因素综合作用的客观结果，指欧盟收紧对华高技术产品出口，是造成贸易不平衡的直接原因，認為歐盟若要解决贸易不平衡，就不应指责中方，而应取消对华出口限制。
2023年，欧洲进口的新电动车中，8%是中国的品牌。9月13日，欧盟高级官员宣布将对中国电动汽车补贴展开调查。中國商務部表示高度關切和強烈不滿，10月4日，歐盟委員會正式發布公告，決定對進口自中國的純電動載人汽車發起反補貼調查。中國商務部再度表示強烈不滿。2024年7月起，歐盟对进口自中国的电动汽车暂时征收最高达25%的额外关税。中国就欧盟电动汽车临时反补贴措施在世界贸易组织提起诉讼。
2024年10月4日，由於中華人民共和國長期補貼國內電動車產業造成不公平競爭，經過長達一年的反補貼調查後，歐盟成員國表決批准對從中國進口的電動汽車征收關稅，除了現有的對中國新能源車征收10%關稅外，歐盟委員會還可以隨時對中國製造的電動汽車征收35%的反補貼關稅。10月8日，中国商务部决定对从欧盟进口的白兰地采取临时反倾销措施，稅率從30.6%到39%不等。从10月11日起，进口欧盟白兰地的经营者必须向中国海关缴纳相应保证金。。10月31日，歐盟以應對中國政府大規模公共補貼為由，正式對從中國進口的新能源汽車徵收額外的附加費，從10%的稅收基礎上加收最多達35%的附加費，即加徵最多45.3%的關稅。11月15日，中國商务部对原产于欧盟的白兰地实施临时反倾销措施。2025年7月5日起，中國要求欧洲白兰地出口商提高對華出口价格，否则會被征收最高達34.9%的反倾销税。
在美国特朗普第二任期对全球开展关税战的情况，2025年4月8日，商务部长王文涛与欧盟委员会负责贸易和经济安全事务的委员马罗斯·谢夫乔维奇（Maros Sefcovic）举行了视频会谈，就市场准入和电动车最低售价启动谈判。
2025年7月8日，時任歐盟執委會主席馮德萊恩在歐洲議會演講時指出，中國現在對歐盟有極大的貿易順差，並將此現象歸因於目前中國政府大規模的補貼與歐盟企業進入中國所面臨的較高的難度，因此歐盟要求中國政府讓歐盟企業與中國企業能公平競爭，並放鬆對稀土元素的出口管制。

## 太空合作
2024年1月9日，中国科学院国家空间科学中心、欧洲太空总署和马克斯·普朗克地外物理研究所联合研制的高能天体物理的X射线天文卫星“爱因斯坦探针卫星”，在中国西昌卫星发射中心发射升空。爱因斯坦探针卫星能针对软X射线开展快速时域巡天监测，以帮助科学家系统性地发现和探索宇宙高能暂现天体，特别是更暗弱、遥远或稀有的剧变天体。

## 协议
中欧关系始于1985年中欧“贸易与合作协议”。从2007年起，双方开始谈判提升关系到新的合作夥伴层面，目前已经有20多个项目的谈话和协定签署，涉及环保、教育等领域。
| 签署日期   | 名称                                                                         | 签署地点 |
| ---------- | ---------------------------------------------------------------------------- | -------- |
| 2019.05.20 | 《中华人民共和国政府与欧洲联盟民用航空安全协定》                             | 布鲁塞尔 |
| 2019.05.20 | 《中华人民共和国政府和欧洲联盟关于航班若干方面的协定》                       | 布鲁塞尔 |
| 2019.11.06 | 《关于结束中华人民共和国政府与欧洲联盟地理标志保护与合作协定谈判的联合声明》 | 北京     |

## 纺织品冲突
1995年乌拉圭回合《纺织品与服装协议》(Agreement on Textiles and Clothing)规定，将于2005年1月1日取消这类配额。欧盟和美国的生产商发出了风暴警告，要提防来自中国的纺织品大潮，欧盟委员会5月27号宣布，要求与中国就T恤和麻纱两类纺织品进口问题在世贸组织框架内进行正式磋商，从而启动了有关的“紧急特保”程序。
根据世贸组织的有关规定，当有世贸成员国提出与中国就某种商品的贸易进行谈判时，双方的谈判期为15天，中国应自愿将两项产品的出口增长控制在7.5％以内，否则欧盟将单方面采取限制行动，星期五是欧盟和中国谈判的最后期限。

## 武器禁运

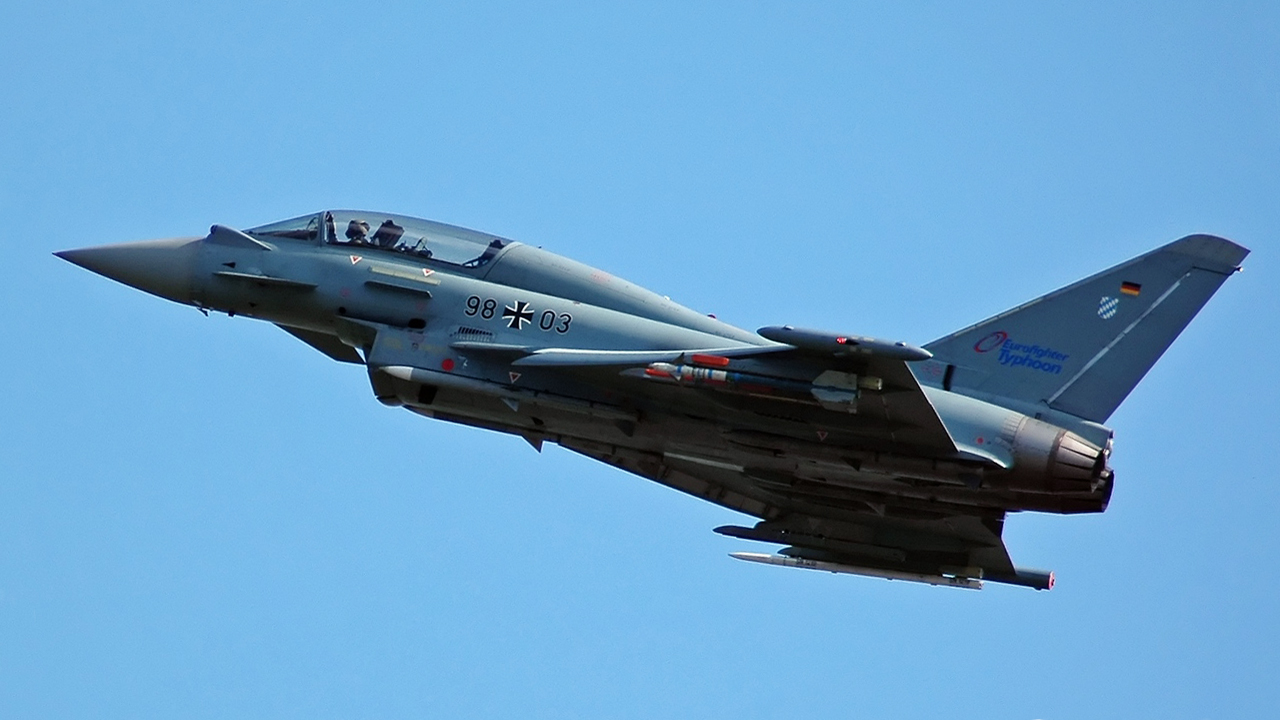
台风战斗机 面临对中国的出口禁运

中欧关系一个争议的焦点便是欧盟对中国武器禁运。
作为对1989年六四事件的回应，欧盟基于1998年《歐盟國家武器出口行為準則》，对中华人民共和国实施武器禁运。但由于具体规定含糊不清等原因，所谓的禁运并不彻底。
但自2000年之后，一方面一些歐盟成員國由于希望从中国争取销售市场而提出解除禁運，支持者包括法國前總統希拉克，他認為禁運未能反映出現時的地緣政治；另一方面，同樣對中國實施武器禁運的美國擔憂，歐盟解除對中國武禁後，會產生技術轉移，使中國人民解放軍的軍力增強。

## 新疆人权问题
2021年3月22日，歐洲聯盟聯合美國、英國、加拿大宣佈因維吾爾族人權問題對4名中國官員，包括中共新疆維吾爾自治區黨委前政法委書記朱海侖，中共新疆維吾爾自治區黨委常委王明山，新疆生產建設兵團政委、中國新建集團公司董事長王君正，及新疆維吾爾自治區公安廳廳長陳明國與1個實體新疆生產建設兵團公安局實施制裁，而中國政府則對中國作出種族滅絕指控的10名歐洲國家人員，包括歐洲議會對華關係代表團團長包瑞翰、歐洲議會議員米高·蓋勒、歐洲議會人權小組副主席拉斐爾·格魯克斯曼、伊爾汗·庫楚克、米里亞姆·萊克斯曼、荷蘭議會議員舍爾德·舍爾德瑪、比利時議會議員塞繆爾·科格拉蒂、立陶宛議會議員多維爾·薩卡利埃內、德國學者鄭國恩、瑞典學者葉必揚和4個歐洲實體歐盟理事會政治與安全委員會，歐洲議會人權分委會，德國墨卡託中國研究中心，丹麥民主聯盟基金會實施制裁作為反制。由於不滿反制裁，歐洲議會臨時取消了一個有關中歐投資協定的審議會。路透社認為，中歐雙方互相施加制裁后協定命運堪憂。中国驻欧盟使团团长张明大使表示，“若有人执意要搞对抗，责任所在，不敢有负国民，别无选择，惟有奉陪。”法广称不具名的分析人士認為，“北京罕見地強硬做法，等於是搬石頭砸自己的腳”。
2025年4月30日，中国解除对五名欧洲議會议员实施的制裁。